# Igors Miglinieks
Igors Miglinieks, född 4 maj 1964 i Riga i Lettiska SSR i Sovjetunionen (nu Lettland), är en lettisk och före detta sovjetisk basketspelare som tog tog OS-guld 1988 i Seoul. Brodern Raimonds Miglinieks har även han representerat landets basketlandslag. Efter spelarkarriären har han varit coach för åtskilliga klubbar i flera länder samt även assisterande landslagstränare för Kina och Lettland. Han var tidigare gift med den lettiska sångaren Olga Rajecka.

## Klubbhistorik
- 1984-1985 VEF Rīga
- 1985-1986 PBK CSKA Moskva
- 1987-1988 VEF Rīga
- 1988-1989 PBK CSKA Moskva
- 1991-1992 VEF Rīga
- 1993-1994  Braunschweig
- 1996-1997  Olimpas Plunge
- 1998-1999  BC Blonay
- 1998-1999 Barons/LMT
- 1999-2000  Skonto Rīga